# Anna Kaluza
Anna Kaluza (* 1979 in Freiburg im Breisgau) ist eine deutsche Jazz- und Improvisationsmusikerin (Altsaxophon, auch Klarinette, Komposition).

## Leben und Wirken
Kaluza gehörte als Schülerin zum Freiburger Schüler-Jazzorchester. Sie studierte zunächst Jazz-Saxophon an der Hochschule für Musik und Tanz Köln bei Frank Gratkowski und 2005 an der Universität für Musik und darstellende Kunst Wien bei Klaus Dickbauer. Mit Simon Rummels Fantasmofonika wurde sie 2004 mit dem „Jazzkunstpreis NRW“ ausgezeichnet. Mit dem Quintett Futür veröffentlichte sie 2008 das Album Kein Schnee. 2008 und 2009 lebte sie mit einem Stipendium des Deutschen Akademischen Austauschdienstes für ein Studienjahr an der City University/Guildhall School of Music and Drama in London. Während dieser Zeit gehörte sie zum London Improvisers Orchestra und zur Gruppe Splatter, mit der das Album Scraffiti (Citystream 2011) entstand.
Zurück in Deutschland baute Kaluza, die seitdem in Berlin lebt, nach dem Vorbild aus London das Berlin Improvisers Orchestra auf, das bis 2020, z. T. mit internationalen Gastmusikern, auftrat. Sie leitet ihr Kaluza Quartett, zu dem Christof Thewes, Jan Roder und Kay Lübke bzw. Oliver Steidle gehören. Weiterhin ist sie Mitglied im Hanam Quintett, im Trio Baustelle No 5 (mit Julian Keßler und Johannes Held), in Christof Thewes’ Little Big Band und in Ruth Schepers’ Rusira Mixtet, einem achtköpfigen Bläser-Ensemble. Mit Céline Voccia und Matthias Bauer bildete sie das Trio ACM (gleichnamiges Album 2022 bei AUT). Im Quartett mit Henrik Walsdorff improvisierte sie zu Jacques Tatis Film Playtime. Mit Baby Sommers großformatiger Brotherhood & Sisterhood gastierte sie 2023 bei JazzBaltica. Als Dozentin war sie Teil der Darmstädter Jazz Conceptions 2019.

## Diskographische Hinweise
- Futür: Kein Schnee (JazzHausMusik 2007, mit Christof Söhngen, Sebastian Räther, Patrick Hengst, Koljeticut)
- Anna Kaluza, Artur Majewski, Rafał Mazur, Kuba Suchar: Tone Hunting ((Clean Feed) 2013)
- Hanam Quintet Featuring Tristan Honsinger (AUT 2013, mit Alison Blunt, Manuel Miethe, Niko Meinhold, Horst Nonnenmacher)
- Heisenberg Quintet: Live at Kühlspot (AUT 2018, mit Nikolai Meinhold, Hannes Buder, Stephan Bleier, Rui Faustino)
- Hanam Quintet: Live at Nikodemus Church (AUT 2018, mit Alison Blunt, Manuel Miethe, Niko Meinhold, Horst Nonnenmacher)
- Anna Kaluza / Artur Majewski / Rafał Mazur / Vasco Trilla The Night of the Swift (Fundacja Słuchaj 2020)
- Anna Kaluza & Jan Roder: Am Frankfurter Tor (Relative Pitch, 2022)
- Kaluza Quartett: Jack (AUT 2024, mit Christof Thewes, Jan Roder, Kay Lübke)